# Thelidium
Thelidium is een geslacht van korstmossen dat behoort tot de familie Verrucariaceae van de ascomyceten. Het lectotype is Thelidium amylaceum.

## Soorten
Volgens Index Fungorum telt het geslacht 28 soorten (peildatum februari 2023):
| Soortnaam                                          | Auteur(s)                   | Publicatiejaar |
| -------------------------------------------------- | --------------------------- | -------------- |
| Thelidium amylaceum                                | A. Massal.                  | 1855           |
| Thelidium carbonaceum                              | P.M. McCarthy & Kantvilas   | 2020           |
| Thelidium chibaense                                | H. Harada                   | 2013           |
| Thelidium decipiens (Verzonken schotstippelkorst)  | (Hepp) Kremp.               | 1861           |
| Thelidium fontigenum                               | A. Massal.                  | 1856           |
| Thelidium fumidum                                  | (Nyl.) Hazsl.               | 1884           |
| Thelidium heardense                                | C.W. Dodge                  | 1948           |
| Thelidium helveticum                               | (Servít) Hafellner          | 2018           |
| Thelidium impressum                                | (Müll. Arg.) Zschacke       | 1920           |
| Thelidium incavatum                                | Nyl. ex Mudd                | 1861           |
| Thelidium insulare                                 | P.M. McCarthy               | 2021           |
| Thelidium izuense                                  | H. Harada                   | 2013           |
| Thelidium luchunense                               | H. Harada & Li S. Wang      | 2006           |
| Thelidium methorium                                | (Nyl.) Hellb.               | 1875           |
| Thelidium minimum (Kleinste schotstippelkorst)     | (A. Massal. ex Nyl.) Arnold | 1871           |
| Thelidium minutulum (Kleine schotstippelkors)      | Körb.                       | 1863           |
| Thelidium nylanderi                                | (Hepp) Lönnr.               | 1859           |
| Thelidium papulare (Reuzenschotstippelkorst)       | (Fr.) Arnold                | 1885           |
| Thelidium pluvium                                  | Orange                      | 1991           |
| Thelidium praevalescens                            | (Nyl.) Zahlbr.              | 1906           |
| Thelidium pyrenophorellum                          | (Servít) Hafellner          | 2018           |
| Thelidium pyrenophorum (Donkere schotstippelkorst) | (Ach.) Körb.                | 1855           |
| Thelidium rimosulum                                | Ceyn.-Gie?d.                | 2007           |
| Thelidium robustum                                 | P.M. McCarthy & Kantvilas   | 2016           |
| Thelidium sinense                                  | H. Harada & Li S. Wang      | 2006           |
| Thelidium suzaeanum                                | (Servít) Servít             | 2008           |
| Thelidium yunnanum                                 | H. Harada & Li S. Wang      | 2004           |
| Thelidium zwackhii (Waterschotstippelkorst)        | (Hepp) A. Massal.           | 1855           |